# Shekere
Lo shekere è uno strumento musicale della famiglia degli idiofoni. È uno strumento tradizionale in diverse regioni dell'Africa occidentale. Viene chiamato "shekere" in Nigeria, axatse in Ghana, ma anche chequere o lilolo in altri paesi. In seguito alla tratta degli schiavi, lo strumento si è diffuso anche in Sudamerica; in Brasile viene chiamato xequerê, e sempre in Brasile esiste uno strumento derivato chiamato afoxé.
Lo shekere è costituito da una zucca, svuotata e lasciata essiccare per mesi. La zucca viene poi levigata e rivestita da una retina a maglia quadrangolare, ai cui vertici sono annodate perline, conchigliette, sassolini, semi o simili. Si suona percuotendolo, scuotendolo, agitandolo o frizionandolo tra le mani.
Lo si suona durante le feste e le cerimonie.